# Evangelisch-Lutherische Kirche in Jordanien und im Heiligen Land
Die Evangelisch-Lutherische Kirche in Jordanien und im Heiligen Land (ELCJHL) ist eine Evangelische Kirche, die sich geographisch auf Jordanien und das Heilige Land erstreckt. Sie geht zurück auf deutsche und englische Missionare in der Mitte des 19. Jahrhunderts. Offiziell konstituiert wurde sie 1959. Seit 1979 wird sie von einem eigenen Bischof geführt, aktuell Ibrahim Azar. Im Jahr 2013 zählte die ELCJHL 3000 Mitglieder.

## Geschichte
Die Geschichte der Kirche geht bis auf die Mitte des 19. Jahrhunderts zurück, als deutsche und englische Missionare nach Palästina kamen. 1851 gründeten Theodor Fliedner und Kaiserswerther Diakonissen das Mädcheninternat Talitha Kumi in Jerusalem. 1860 errichtete der Sohn eines württembergischen Pietisten, Johann Ludwig Schneller, dort das Syrische Waisenhaus für christliche Jungen aus dem Libanon, die nach dem Massaker dort an Christen zu Waisen geworden waren. Diese Missionseinrichtungen wurden vom Jerusalemsverein unterstützt. So entstanden im damaligen Palästina christliche Gemeinden in Jerusalem, Bethlehem, Beit Jala und Beit Sahour, die sich später zu einer Missionskirche zusammenschlossen, aus der die „Evangelisch-Lutherischen Kirche in Jordanien“ (ELCJ) hervorging. Nach der Staatsgründung Israels entstanden Flüchtlingsgemeinden palästinensischer evangelisch-lutherischer Christen in Ramallah und Amman.
Die offizielle Konstituierung der ELCJ erfolgte am 17. Mai 1959 durch die förmliche Anerkennung durch den jordanischen König Hussein. Zu dieser Zeit stand das Westjordanland unter jordanischer Hoheit. Bis 1979 wurde die Kirche vom jeweiligen Propst der Evangelischen Gemeinden deutscher Sprache zu Jerusalem geführt. Seit 1979 leitet ein arabischer Bischof die Kirche. Am 14. Januar 2005 beschloss die Synode der ELCJ einstimmig, den Namen um „und im Heiligen Land“ zu erweitern.

## Bischöfe
- 1979–1986 Daoud Haddad
- 1986–1997 Naim Nasser
- 1998–2017 Munib Younan
- seit 2017 Ibrahim Azar[3]

Die Synode der Kirche hat am 27. Juni 2025 Dr. Imad Hadad zum nächsten Bischof gewählt. Er soll im Januar 2026 in sein Amt eingeführt werden.

## Bedeutung
Die ELCJHL gehört zur Minderheit der Christen im Heiligen Land. Diese Gruppe umfasst in den palästinensischen Gebieten einschließlich Ostjerusalem zwei Prozent der Gesamtbevölkerung. In Bethlehem, Beit Sahour und Ramallah unterhält die Kirche Schulen mit insgesamt 1300 Schülern. Für die Schule Talitha Kumi bei Beit Jala (900 Schüler) teilt sich die ELCJHL die pädagogische Verantwortung mit dem Schulträger, dem Berliner Missionswerk. Die Frauenordination ist in der ELCJHL möglich: Am 22. Januar 2023 wurde Sally Azar als erste Pfarrerin der Kirche ordiniert.

## Ökumenische Beziehungen
Die ELCJHL ist mit Kirchen und kirchlichen Organisationen in Europa und Nordamerika vernetzt, die sie auch finanziell unterstützen. Die Zusammenarbeit ist in einem Komitee (Coordination Committee for Cooperation, COCOP) institutionalisiert, das sich einmal jährlich im Heiligen Land trifft. Deutsche COCOP-Mitglieder sind das Berliner Missionswerk, das Ökumenewerk der Nordkirche, die Vereinigte Evangelisch-Lutherische Kirche Deutschlands und die Evangelische Kirche in Deutschland.